# Dexosarcophaga hugoi
Dexosarcophaga hugoi är en tvåvingeart som beskrevs av Thomas Pape 1996. Dexosarcophaga hugoi ingår i släktet Dexosarcophaga och familjen köttflugor. Inga underarter finns listade i Catalogue of Life.